# Richenthal
Richenthal är en ort i kommunen Reiden i kantonen Luzern i Schweiz. Den ligger cirka 33 kilometer nordväst om Luzern. Orten har 793 invånare (2023).
Orten var före den 1 januari 2006 en egen kommun, men inkorporerades då tillsammans med Langnau bei Reiden i kommunen Reiden.